# Szentdomonkos
Szentdomonkos là một thị trấn thuộc hạt Heves, Hungary. Thị trấn này có diện tích 18,4 km², dân số năm 2010 là 473 người, mật độ 26 người/km².